# Сассекс

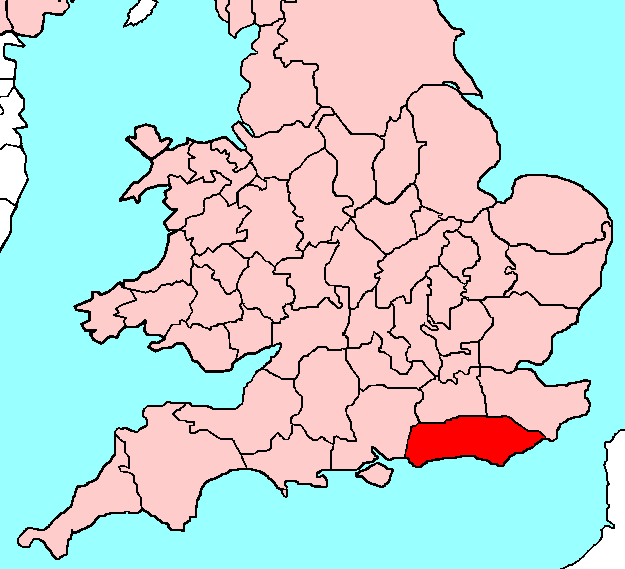
Суссекс на мапі півдня Англії

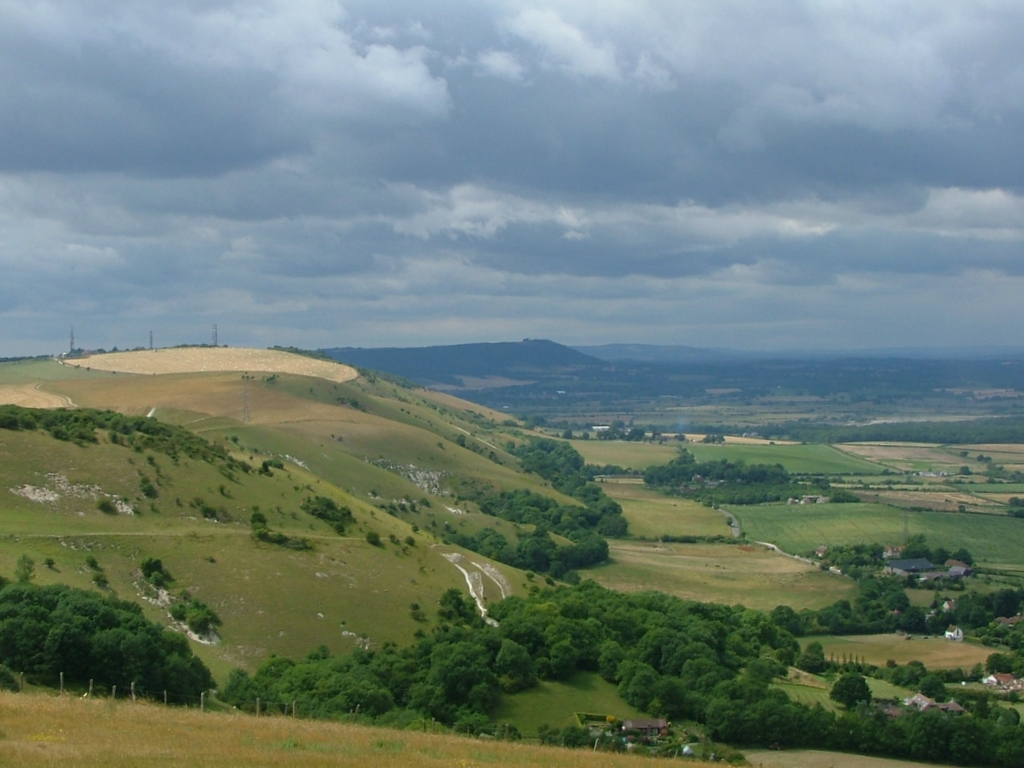

Са́ссекс або Су́ссекс (англ. Sussex, МФА /ˈsʌsɨks/) — історичне графство на півдні Англії. У сучасній Англії Суссекс як адміністративна одиниця не існує. Його територія розділена між графствами Східний Суссекс та Західний Суссекс і окремим округом Брайтон і Гов.
Територія графства приблизно відповідала межам історичного Королівства Суссекс.